# Виборчі округи Болгарії
Територія Болгарії поділена на 31 виборчий округ (болг. Избирателни райони), які приблизно відповідають 28-ми областям Болгарії.

## Розподіл мандатів вНародних зборах Болгарії
Кожен виборчий округ має певну кількість мандатів в Народних зборах Болгарії, яка визначається Центральною виборчою комісією Болгарії відповідно до даних перепису населення так, щоб кожен мандат представляв приблизно однакову кількість населення. Із 1991 року застосовується пропорційна виборча система, за виключенням парламентських виборів 2009 року, на яких була застосована змішана система із пропорційної і мажоритарної.
У 2009 році всі багатомандатні округи були перетворені на одномандатні, тобто раніше кожен виборчий округ мав свою кількість мандатів, а тепер всі мали по одному. Через велику різницю в населенні виборчих округів, кордони яких в основному відповідали кордонам областей, така система стала суперечити статті 10 Конституції Болгарії, в якій сказано, що вибори мають проводитись так щоб кожен голос мав рівну силу. З цього приводу був поданий позов до Конституційного суду Болгарії, в якому голоси з цього питання розділилися порівну 6 на 6. Вирішили зменшити кількість мандатів для кожного виборчого округу щоб можна було вибирати 31 депутата за мажоритарною системою, а інших за пропорційною, і щоб разом ця кількість продовжувала складати 240. Це спричинило вже инший скандал, оскільки для деяких округів кількість мандатів зменшили на 1, для инших на 2, а для деяких кількість залишилась незмінною. Перед виборами 2013 року всі зміни 2009 року були скасовані.

## Виборчі округи

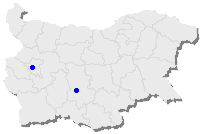
Межі всіх виборчих округів Болгарії збігаються із межами областей, окрім міста Софії та Пловдивської області.

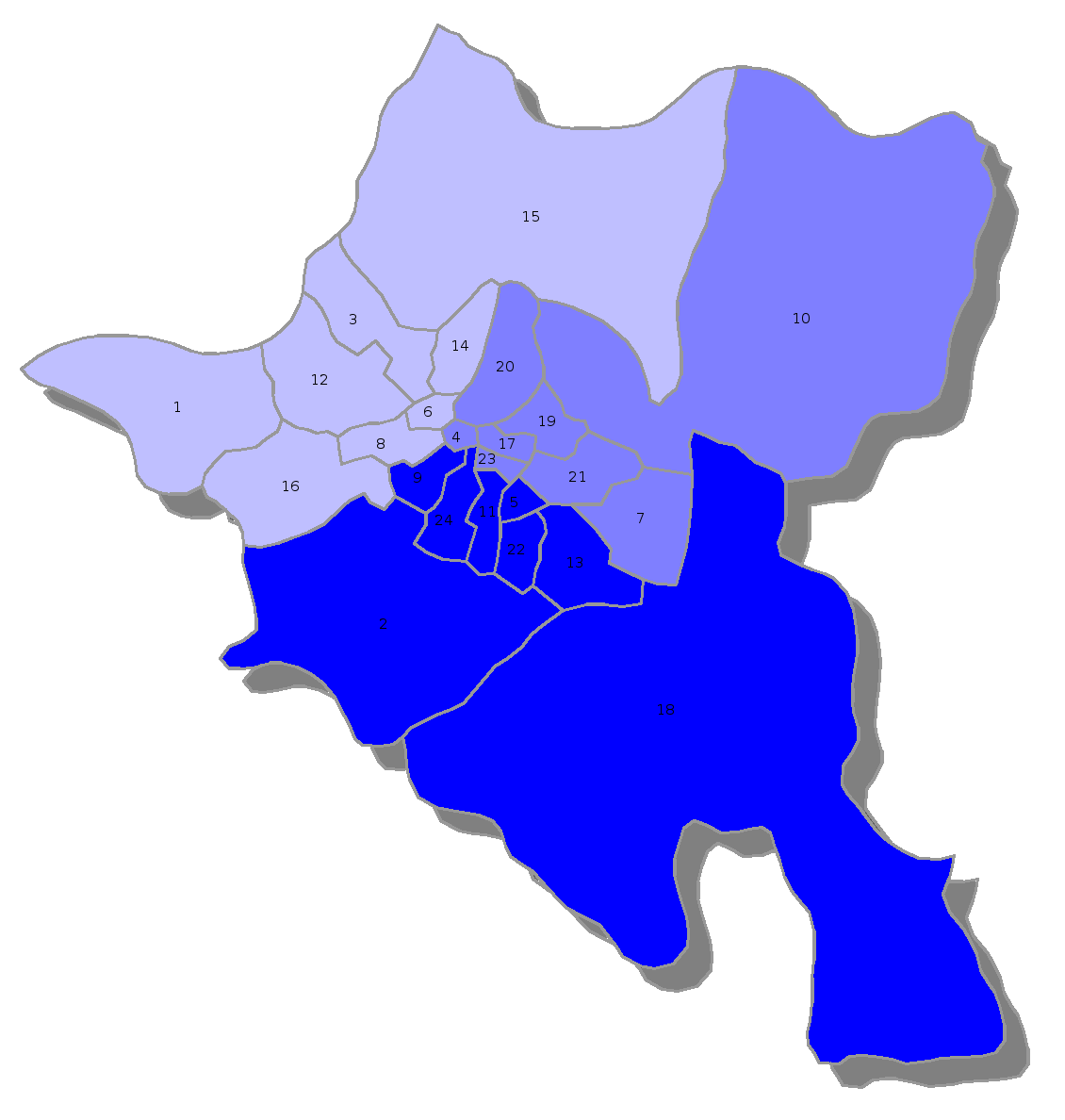
Виборчі округи в Софії:
округ 23
округ 24
округ 25

Межі всіх виборчих округів Болгарії збігаються із межами областей, окрім двох найбільших областей, Міської області Софія та Пловдивської області, які поділені на декілька виборчих округів. Міська область Софія (що є окремою областю від Софійської області) поділена на 23-ій, 24-ий та 25-ий округи. Пловдивська область поділена на два виборчих округи: округ 16, який включає місто Пловдив, та округ 17, що містить всю Пловдивську область окрім міста Пловдив.
| №  | Українська назва | Болгарська назва | Складається з                                                             | Кіл-ть мандатів |
| -- | ---------------- | ---------------- | ------------------------------------------------------------------------- | --------------- |
| 1  | Благоєвград      | Благоевград      | Благоєвградська область                                                   | 11              |
| 2  | Бургас           | Бургас           | Бургаська область                                                         | 14              |
| 3  | Варна            | Варна            | Варненська область                                                        | 15              |
| 4  | Велико-Тирново   | Велико Търново   | Великотирновська область                                                  | 8               |
| 5  | Видин            | Видин            | Видинська область                                                         | 4               |
| 6  | Враца            | Враца            | Врачанська область                                                        | 6               |
| 7  | Габрово          | Габрово          | Габровська область                                                        | 4               |
| 8  | Добрич           | Добрич           | Добрицька область                                                         | 6               |
| 9  | Кирджалі         | Кърджали         | Кирджалійська область                                                     | 5               |
| 10 | Кюстендил        | Кюстендил        | Кюстендильська область                                                    | 4               |
| 11 | Ловеч            | Ловеч            | Ловецька область                                                          | 5               |
| 12 | Монтана          | Монтана          | Монтанська область                                                        | 5               |
| 13 | Пазарджик        | Пазарджик        | Пазарджицька область                                                      | 9               |
| 14 | Перник           | Перник           | Перницька область                                                         | 4               |
| 15 | Плевен           | Плевен           | Плевенська область                                                        | 9               |
| 16 | Пловдив          | Пловдив          | місто Пловдив                                                             | 11              |
| 17 | Пловдив          | Пловдив          | Пловдивська область, окрім м. Пловдив                                     | 11              |
| 18 | Разград          | Разград          | Разградська область                                                       | 4               |
| 19 | Русе             | Русе             | Русенська область                                                         | 8               |
| 20 | Сілістра         | Силистра         | Сілістринська область                                                     | 4               |
| 21 | Сливен           | Сливен           | Сливенська область                                                        | 6               |
| 22 | Смолян           | Смолян           | Смолянська область                                                        | 4               |
| 23 | Софія            | София            | Вітоша Ізгрев Красно село Лозенец Младост Панчарево Студентски Триадица   | 16              |
| 24 | Софія            | София            | Возраждане Іскир Кремиковці Оборище Подуяне Сердика Слатіна Средец        | 12              |
| 25 | Софія            | София            | Банкя Врибніца Ілінден Красна поляна Люлін Надєжда Нові-Іскир Овча купель | 14              |
| 26 | Софія            | София            | Софійська область                                                         | 8               |
| 27 | Стара Загора     | Стара Загора     | Старозагорська область                                                    | 11              |
| 28 | Тирговиште       | Търговище        | Тирговиштська область                                                     | 4               |
| 29 | Хасково          | Хасково          | Хасковська область                                                        | 8               |
| 30 | Шумен            | Шумен            | Шуменська область                                                         | 6               |
| 31 | Ямбол            | Ямбол            | Ямбольська область                                                        | 4               |